# スタンド・イン・ライン
『スタンド・イン・ライン』（Stand in Line）は、アメリカ合衆国のヘヴィメタル・バンド、インペリテリが1988年に発表したスタジオ・アルバム。EP『インペリテリ』（1987年）に続いて発表された作品で、初のフルレングス・アルバムである。グラハム・ボネット（元レインボー〜マイケル・シェンカー・グループ〜アルカトラス）をボーカリストとして迎えた作品で、ラス・バラードのカヴァー「シンス・ユーヴ・ビーン・ゴーン」は、ボネットがレインボー時代にも歌っていた楽曲。

## 発表後
本作は、インペリテリのアルバムとしては唯一Billboard 200でトップ100入りを果たした。インペリテリは、本作発表後の1988年7月24日には東京ドームで行われたフェスティバル「KIRIN DRY GIGS '88」にビリー・ジョエル、アート・ガーファンクル、ボズ・スキャッグス、フーターズと共に参加した。
パット・トーピーは本作のみの参加となり、後にMR. BIGに加入する。

## 収録曲
特記なき楽曲はクリス・インペリテリとグラハム・ボネットの共作。4. 9.はインストゥルメンタル。
1. スタンド・イン・ライン - "Stand in Line" - 4:34
2. シンス・ユーヴ・ビーン・ゴーン - "Since You've Been Gone" (Russ Ballard) - 3:58
3. シークレット・ラヴァー - "Secret Lover" - 3:27
4. オーヴァー・ザ・レインボー - "Somewhere Over the Rainbow" (Harold Arlen, Yip Harburg) - 5:23
5. トゥナイト・アイ・フライ - "Tonight I Fly" - 3:52
6. ホワイト&パーフェクト - "White and Perfect" (Chris Impellitteri, Graham Bonnet, Chuck Wright, Pat Torpey) - 4:23
7. リヴァイアサン - "Leviathan" (C. Impellitteri, G. Bonnet, C. Wright, P. Torpey) - 3:51
8. グッドナイト&グッドバイ - "Goodnight and Goodbye" - 3:12
9. プレイング・ウィズ・ファイアー - "Playing with Fire" (C. Impellitteri) - 2:40

## 参加ミュージシャン
- クリス・インペリテリ - ギター
- グラハム・ボネット - ボーカル
- フィル・ウォルフェ - キーボード
- チャック・ライト - ベース
- パット・トーピー - ドラムス